# Gaspar de la Huerta

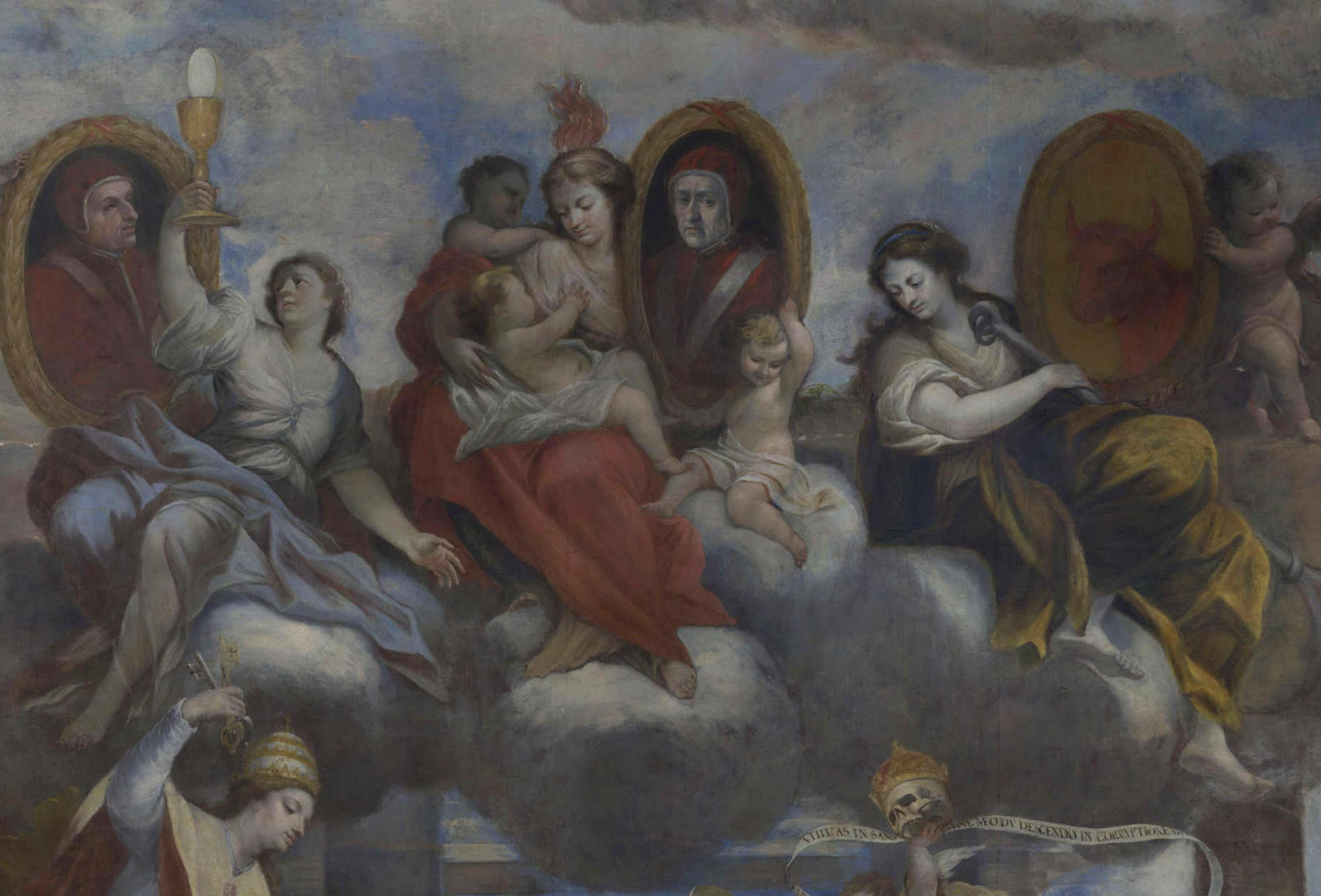
Virtudes teologales, detalle de la pintura al óleo del techo de la Sala de la glorificación, en la Galería dorada del Palacio Ducal de Gandía.

Gaspar de la Huerta (Campillo de Altobuey, 1645-Valencia, 1714) fue un pintor barroco español.

## Biografía
Aunque nacido en Campillo de Altobuey, Cuenca, donde lo bautizaron el 9 de septiembre de 1645, con apenas seis años fue llevado a Valencia, según la biografía que le dedicó Antonio Palomino, quien le conoció personalmente por haber coincidido pintando en la basílica de la Virgen de los Desamparados, donde Palomino se encargó de la pintura de los frescos de la bóveda y Huerta del telón bocaporte del altar mayor. Formado en el taller de Jesualda Masot, viuda del pintor Gaspar Infant, contrajo matrimonio con una hija de su maestra, Pascuala Infant, con quien tuvo dos hijos: Gaspar, muerto prematuramente, y María Rosa, casada con un médico.  
Huerta se estableció en el domicilio de su suegra, encargándose de la dirección del taller que, a juzgar por el inventario de los bienes dejados por Gaspar Infant, hacía compatible la pintura de devoción con los fruteros y paisajes, de los que dejaba cuarenta y nueve cuadros pequeños. Palomino cuenta de él que era hombre muy devoto de san Francisco de Asís, vistiendo siempre el hábito de la Orden Tercera, además de ayudar con frecuentes limosnas a los frailes, a quienes regalaba el breviario, y que llevaba cuenta de todo lo que había ganado con su pintura, que al final de su vida ascendía a 35.000 pesos, «que para ser en Valencia, y sin más obras que las de caballete (porque él jamás pintó a el temple, ni a el fresco) fue buen ganar». Hizo testamento el 17 de diciembre de 1714, dejando por única heredera a su hija María Rosa, y falleció al día siguiente siendo enterrado en el convento de San Francisco.

## Obra

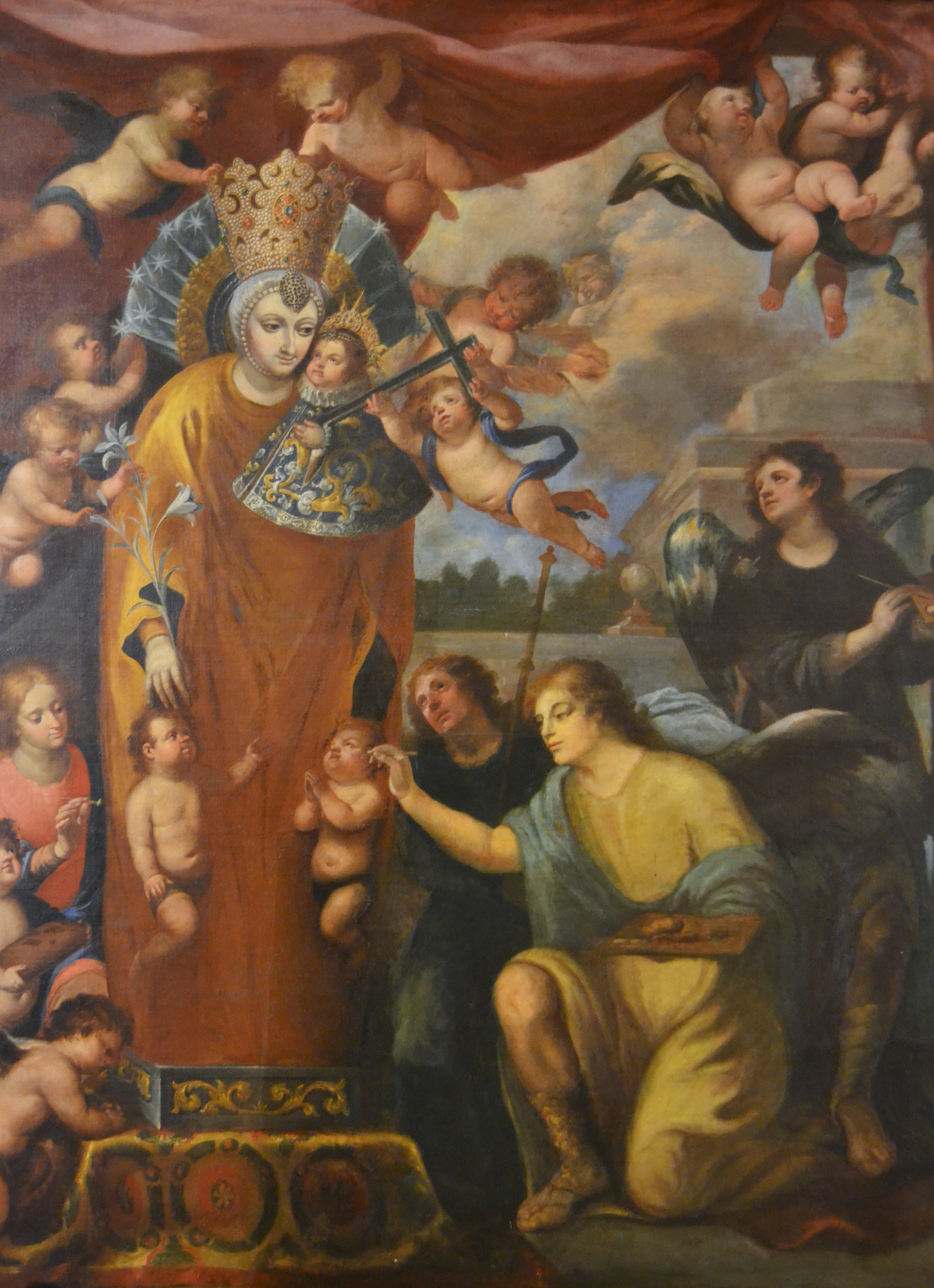
Milagrosa labra de la imagen de la Virgen de los Desamparados, óleo sobre lienzo, 250 x 215 cm. Valencia, Real Basílica de la Virgen de los Desamparados.

Palomino, que elogia su genio natural y su mucho estudio, con los que pudo suplir «la corta pericia de su maestra», afirma que en Valencia gozó del reconocimiento popular, por el «suficiente dibujo» y grato colorido, «de suerte, que apenas hay templo en aquella ciudad, y Reino de Valencia, donde no haya pintura suya». Antonio Ponz, Orellana y los antiguos catálogos del Museo de Bellas Artes de Valencia, al que pasaron las obras procedentes de los conventos desamortizados, confirman que eran efectivamente muy numerosas las pinturas de Huerta en las iglesias valencianas, pero casi todo ello se ha perdido por diversas razones, incluyendo el cambio en los gustos, que hizo que ya en el siglo XVIII el gran lienzo del Jubileo en la Porciúncula del altar mayor del desaparecido convento de San Francisco fuese sustituido por otro de fray Antonio de Villanueva.
De lo conservado, lo más valioso —pero también lo último por él pintado— son sin duda las pinturas al óleo sobre lienzo de los techos de la llamada Obra nova o Galería dorada del Palacio Ducal de Gandía, formada por cinco salas sucesivas tras la remodelación ordenada por el X duque, Pascual de Borja y Centelles, en conmemoración de su ilustre antepasado san Francisco de Borja. La influencia de Palomino es manifiesta en ellas, aunque pintadas al óleo, por el dinamismo de su composición y la paleta de colores claros, con los que Huerta se distancia del estilo de Espinosa predominante todavía en Valencia a finales del siglo XVII. La cercanía a los modos de hacer de Espinosa son, en cambio, perceptibles en alguna pintura temprana de Huerta, como el Santo Tomás de Villanueva repartiendo limosnas de la catedral de Coímbra (Portugal), firmado y fechado en 1676, que es a la vez la primera noticia documentada de su estancia en Valencia y la primera obra que se le conoce, o la Santa Rosa de Lima y el Bautismo de san Agustín del convento de agustinas de Segorbe. También es notaria la influencia de Espinosa en sus retratos conservados, como lo es parte de la serie de santos y venerables valencianos que pintó para la sacristía de la capilla de la Virgen de los Desamparados, de cuerpo entero y fondo neutro. Distinto es el tono de los otros lienzos pintados para la misma basílica por los que cobró en septiembre de 1699: el lienzo bocaporte, con la imagen de Nuestra Señora de los Desamparados (Valencia, ermita de Santa Lucía), la Milagros labra de la imagen de la Virgen de los Desamparados y Privilegio real de Alfonso V el Magnánimo, en el camarín de la basílica, recortado para adaptarlo a un luneto. Se conjugan aquí otras influencias, como la de Vicente Salvador Gómez e, indirectamente, la de Alonso Cano, de quien según informa Palomino estaba Huerta en posesión de dibujos y otros materiales que habían pertenecido a Salvador Gómez
La Galería Dorada del Palacio Ducal de Gandía, que acoge su obra cumbre, comenzó a edificarse en 1703. No se sabe en qué momento pudo Huerta comenzar su trabajo, pero debía de estar concluido en 1710, año del aniversario del nacimiento de Francisco de Borja, a quien se le dedicaba. Se sabe que a su muerte, en 1714, no había terminado de cobrar su trabajo y que el último pago, cobrado por su hija, se realizó en 1728. La Obra nova en la que se localizan las pinturas, está formada por un espacio rectangular dividido en cinco salas. Los techos de las dos primeras, con motivos heráldicos y florales de un carácter puramente decorativo fueron pintados por su discípulo Esteban Romaguera y el taller. Son de Huerta los tres últimos: el tercero, el «Salón de la Glorificación», con un lienzo rectangular de gran tamaño (aproximadamente 10 x 5 m) en el que está representada la canonización de Francisco de Borja en una sucesión de escenas, con el colegio cardenalicio asistido por la Iglesia en el primer nivel, por debajo de la alegoría de las Virtudes teologales entre medallones con las efigies de los papas de la familia Borja (Calixto III y Alejandro VI) y el toro heráldico, emblema familiar, culminando todo ello con una gloria celestial en la que el arcángel san Miguel presenta a san Francisco a la Trinidad en presencia de la Virgen y otros santos. En la cuarta sala, dedicada a la Trinidad del cielo y de la tierra, está representada una Sagrada Familia con San Joaquín y Santa Ana y el Padre Eterno en lo alto. La quinta, «Salón del Cielo y de la Tierra», muestra la apoteosis del santo elevado a la presencia del Padre Eterno entre santos, patriarcas y coros angélicos dispuestos en composición circular, fingiendo una cúpula inexistente. La influencia de Palomino es aquí manifiesta, no obstante la diferente técnica, pues Huerta en efecto y a pesar del contacto con el cordobés nunca llegó a aprender la técnica del fresco.